# Seizième gouvernement de Nouvelle-Calédonie
Nouvelle-Calédonie
Germain (II) Mapou
Le seizième gouvernement de la Nouvelle-Calédonie formé depuis les Accords de Nouméa est élu par le Congrès le 13 juin 2019. Il est le premier formé à la suite des élections provinciales du 12 mai 2019. 
Le 5 juin, le Congrès a fixé, par délibération, le nombre de membres du nouveau gouvernement à former à 11, soit le maximum prévu par la loi organique, et la date de l'élection est finalement fixée au 13 juin. Dans la foulée de la composition de l'exécutif, celui-ci se réunit une première fois afin de pourvoir aux postes de président et vice-président, mais aucun candidat n'obtient de majorité absolue en raison d'un désaccord au sein des non-indépendantistes entre L'Avenir en confiance allié à L'Éveil océanien d'une part et Calédonie ensemble d'autre part. 
De ce fait, les membres élus du gouvernement n'entrent pas officiellement en fonction et leurs prédécesseurs continuent à gérer les affaires courantes. Un nouveau tour est organisé le 28 juin 2019, qui permet de débloquer la situation, puisque l'unique membre du gouvernement issu de Calédonie ensemble, Philippe Germain, a finalement annoncé sa volonté de voter pour le candidat de L'Avenir en confiance-L'Éveil océanien, Thierry Santa. En revanche, les indépendantistes n'arrivent pas à se mettre d'accord pour la vice-présidence, ce qui n'est pas contraignant pour l'entrée en fonction de l'exécutif qui a lieu une semaine après l'élection du président, le 6 juillet 2019 à minuit. La répartition des secteurs a lieu le 9 juillet 2019, date à laquelle Gilbert Tyuienon est finalement élu vice-président par 8 voix sur 11 contre 2 à Jean-Pierre Djaïwé et 1 bulletin blanc. 
La démission des cinq membres indépendantistes provoque la chute du gouvernement le 2 février 2021, mais il continue à expédier les affaires courantes jusqu'à ce que le nouvel exécutif, élu le 17 février 2021, soit effectivement mis en place, soit le 15 juillet 2021 à la suite de l'élection une semaine auparavant d'un nouveau président, Louis Mapou.

## Gouvernement précédent
Deuxième gouvernement Germain

## Gouvernement suivant
Gouvernement Mapou (en attente d'investiture)

## Candidatures et élection

### Listes
Les candidats indiqués en gras sont ceux membres du Congrès, élus en 2019. 

### Résultat
|       | Liste                                  | Votes | %     | Sièges au Gouvernement | Détail du vote |
| ----- | -------------------------------------- | ----- | ----- | ---------------------- | --- |
|       | L'Avenir en confiance-L'Éveil océanien | 22    | 41,51 | 5                      | Les 18 du groupe de L'Avenir en confiance (7 Rassemblement-LR, 6 Les Républicains calédoniens, 2 MPC, 1 Tous Calédoniens, 1 « Avec nous, ça va changer », 1 « Passionnément Dumbéa »), 4 des 5 non-inscrits (les 3 de L'Éveil océanien et 1 dissident de Calédonie ensemble) |
|       | UC-FLNKS et Nationaliste               | 13    | 24,53 | 3                      | Les 13 du groupe UC-FLNKS et Nationaliste (11 UC dont 1 UC Renouveau, 1 DUS, 1 LKS) |
|       | UNI                                    | 12    | 22,64 | 2                      | Les 12 du groupe UNI (11 Palika et 1 UPM) |
|       | Calédonie ensemble                     | 6     | 11,32 | 1                      | Les 6 du groupe Calédonie ensemble |
| Total | Total                                  | 53    | 100   | 11                     | 1 abstention (l'unique élu du Parti travailliste) |

## Présidence et vice-présidence
- Président : Thierry Santa
- Vice-président : Gilbert Tyuienon

## Composition

### Issus de la liste du groupe L'Avenir en confiance - L'Éveil océanien
Quatre des cinq élus de cette liste sont membres de L'Avenir en confiance, dont deux du Rassemblement-Les Républicains (Rassemblement-LR), un des Républicains calédoniens (LRC) et une du Mouvement populaire calédonien (MPC). Le cinquième membre provient de L'Éveil océanien.  

#### De L'Avenir en confiance-Rassemblement-LR
| Personnalité     | Secteurs de compétence | Autres fonctions                                                      | Profession                | Commune - Province             |
| ---------------- | --- | --------------------------------------------------------------------- | ------------------------- | ------------------------------ |
| Thierry Santa    | Président Relations extérieures - Sécurité civile Promotion touristique Stratégie de la mise en valeur des ressources naturelles Code minier - Comptes sociaux                        | Conseiller municipal de Païta Ancien président du Congrès (2015-2018) | Fonctionnaire territorial | Païta, Province Sud            |
| Yoann Lecourieux | Budget - Finances Assurances - Droit civil - Droit commercial - Questions monétaires Suivi des Grands projets - Francophonie Relations avec le Congrès, les Provinces et les communes |                                                                       | Fonctionnaire territorial | Nouméa et Dumbéa, Province Sud |

#### De L'Avenir en confiance-Les Républicains calédoniens
L'unique élu issu des Républicains calédoniens est par ailleurs un militant au niveau national de La République en marche.
| Personnalité      | Secteurs de compétence | Autres fonctions | Profession                 | Commune - Province   |
| ----------------- | --- | ---------------- | -------------------------- | -------------------- |
| Christopher Gygès | Porte-parole Économie et Mesures de relance Commerce extérieur - Fiscalité - Énergie - Économie numérique - Économie de la mer Politique du « bien vieillir » - Politique de solidarité |                  | Économiste Chef de cabinet | Nouméa, Province Sud |

#### De L'Avenir en confiance-MPC
| Personnalité         | Secteurs de compétence | Autres fonctions                              | Profession   | Commune - Province   |
| -------------------- | --- | --------------------------------------------- | ------------ | -------------------- |
| Isabelle Champmoreau | Enseignement Suivi des questions relatives à l'Enseignement supérieur Handicap - Famille - Lutte contre les violences intrafamiliales Problématique du Bien-être animal | Conseillère municipale d'opposition de Nouméa | Institutrice | Nouméa, Province Sud |

#### De L'Éveil océanien
| Personnalité    | Secteurs de compétence | Autres fonctions | Profession               | Commune - Province   |
| --------------- | --- | ---------------- | ------------------------ | -------------------- |
| Vaimu'a Muliava | Constructions publiques - Patrimoine immobilier et moyens Logement - Urbanisme Fonction publique - Transformation numérique Simplification de l'Administration - Évaluation des politiques publiques |                  | Restaurateur d'art Poète | Dumbéa, Province Sud |

### Issus de la liste du groupe UC-FLNKS et Nationaliste
Les trois élus de cette liste sont membres du Front de libération nationale kanak et socialiste (FLNKS) et de l'Union calédonienne (UC). 
| Personnalité             | Secteurs de compétence | Autres fonctions | Profession                                   | Commune - Province               |
| ------------------------ | --- | ---------------- | -------------------------------------------- | -------------------------------- |
| Gilbert Tyuienon         | Vice-président Transport - Infrastructures publiques - Prévention routière Suivi du Schéma d'aménagement et de développement « NC 2025 » Suivi des Transferts de compétences Règlement des problématiques minières - Suivi du Fonds Nickel | Maire de Canala  | Fonctionnaire territorial                    | Canala, Province Nord            |
| Jean-Louis d'Anglebermes | Travail - Emploi - Dialogue social Formation et insertion professionnelles Suivi du XIe FED territorial Relations avec le CESE Agriculture - Élevage - Pêche (à p. du 24/12/2019)                                                          |                  | Professeur de sciences physiques Agriculteur | Mont-Dore et Païta, Province Sud |
| Didier Poidyaliwane      | Porte-parole Affaires coutumières - Culture Protection de l'enfance et de la jeunesse Relations avec les institutions coutumières Questions relatives à l'identité et à la citoyenneté                                                     |                  | Cadre de l'ADRAF                             | Poindimié, Province Nord         |

### Issus de la liste du groupe UNI
Les deux élus de cette liste sont membres du FLNKS et du Parti de libération kanak (Palika). 
| Personnalité        | Secteurs de compétence | Autres fonctions                       | Profession                                                                       | Commune - Province       |
| ------------------- | --- | -------------------------------------- | -------------------------------------------------------------------------------- | ------------------------ |
| Jean-Pierre Djaïwé  | Jeunesse - Sports Plan territorial de sécurité et de prévention de la délinquance Politique de l'eau - Questions environnementales - Météorologie | Ancien maire de Hienghène (2012-2014)  | Instituteur                                                                      | Hienghène, Province Nord |
| Valentine Eurisouké | Coordination et mise en œuvre du Plan Do Kamo Coordination et mise en œuvre du Service civique Condition féminine                                 | Ancienne maire de Houaïlou (2008-2014) | Fonctionnaire territorial Ancienne responsable de la Mission de la femme du Nord | Houaïlou, Province Nord  |

### Issu de la liste du groupe Calédonie ensemble
| Personnalité     | Secteurs de compétence | Autres fonctions                             | Profession                               | Commune - Province             |
| ---------------- | --- | -------------------------------------------- | ---------------------------------------- | ------------------------------ |
| Philippe Germain | Agriculture - Élevage - Pêche (jusqu'au 30/8/2019) Développement durable Suivi de la gestion et de la mise en valeur du Parc naturel de la mer de Corail Questions relatives à la Recherche - Innovation - Audiovisuel | Ancien président du Gouvernement (2015-2019) | Consultant industriel, Chef d'entreprise | Nouméa et Farino, Province Sud |